# Божиею милостью
Божиею милостью (Б. М., лат. Dei gratia) — торжественное выражение, употребляемое в титуле государей, в государственных, дипломатических и важнейших законодательных актах и служащее для обозначения того, что власть главы государства происходит от Бога, что она существует лишь милостью Божиею, это политическая и религиозная доктрина королевской, императорской и иной политической легитимности.

## Сущность
Согласно этой доктрине, монарх является субъектом не светской власти, а получил права управления непосредственно от Бога. 
Торжественное выражение, употребляемое в титуловании государей, в государственных, дипломатических и важнейших законодательных актах и служащее для обозначения того, что власть главы государства проистекает от Бога и существует лишь милостью Божиею.

## История
Это выражение встречается в актах почти всех монархических государств Европы, на Руси (в России) впервые стало употребляться в договорных грамотах великого князя Юрия Дмитриевича Галицкого с другими князьями (1433 год) после отнятия им великого княжения у племянника его Василия Тёмного.

## Применение
Первоначально в дипломатической переписке с иностранными державами то понятие, что власть главы государства происходит от Бога, выражалось в так называемом «богословии», заключавшемся в том, что в верхнем из трёх кружков, заключённых в треугольник, прописывались слова «Бог наш Троица», а в нижних титулы государя, от имени которого писалась грамота, и того, кому она предназначалась. В великокняжеском и впоследствии царском титуле то же понятие не всегда выражалось одинаково. Начиная же с Петра Великого старинная форма богословия была заменена одним выражением «Божиею милостью», употребляемым во всех важнейших актах, от высочайшей власти исходящих.